# Dorothy Osborne

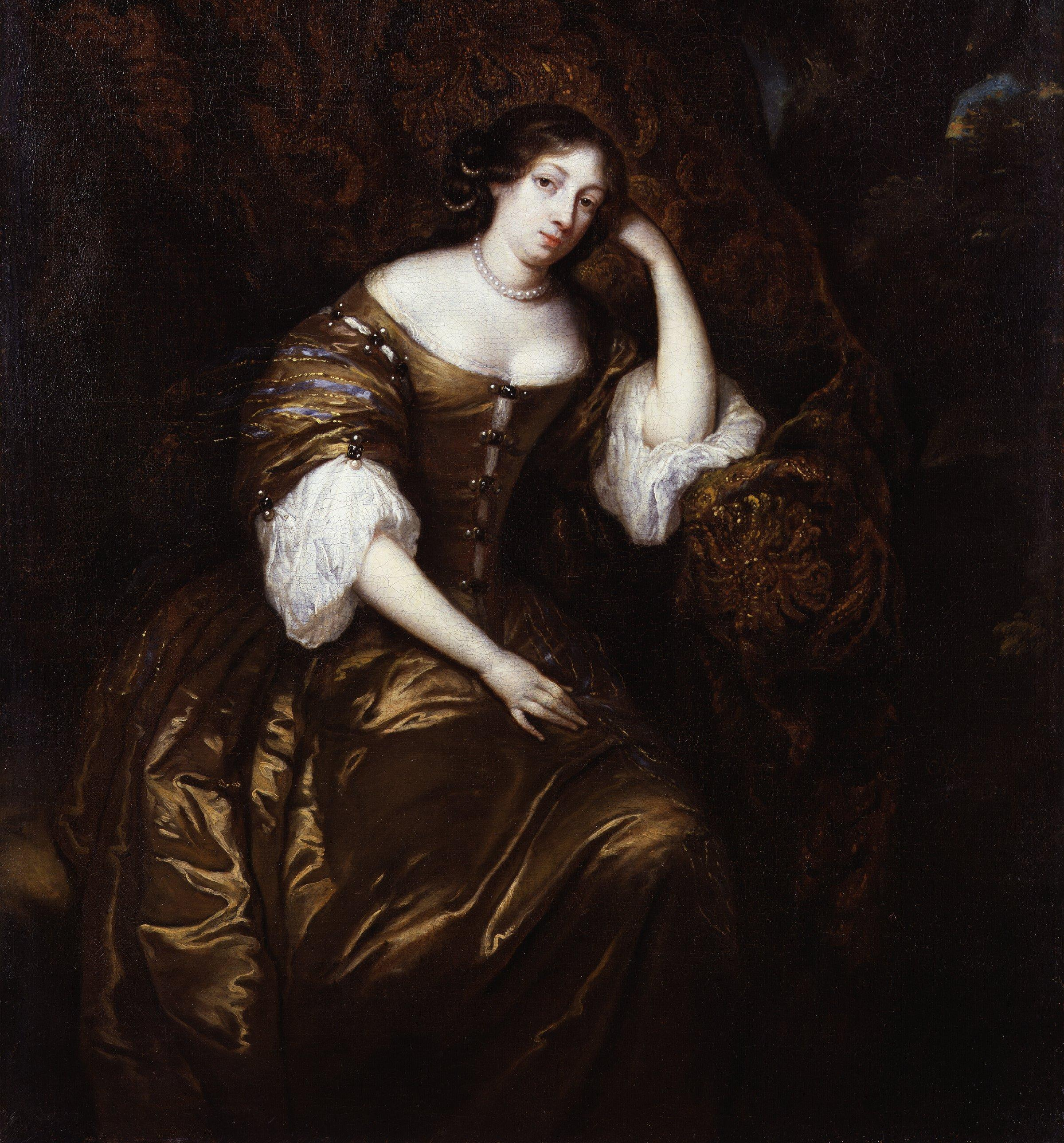
Dorothy, Lady Temple, 1671, Porträt von Gaspar Netscher

Dorothy Osborne, Lady Temple (* 1627 in Chicksands Priory, Bedfordshire, England; † 1695 in Moor Park, Surrey) war eine englische Adlige und Verfasserin von Briefen an ihren Ehemann Sir William Temple, 1. Baronet.

## Leben und Wirken
Osborne war das jüngste von zehn Kindern einer royalistischen Familie. Ihr Vater war Sir Peter Osborne († 1653), Vizegouverneur von Guernsey unter Karl I. Ihre Mutter war Dorothy Danvers, Schwester des Politikers John Danvers, der 1659 als Königsmörder verurteilt wurde.
Nachdem sie verschiedene Bewerber, wie ihren Cousin Thomas Osborne, 1. Duke of Leeds, Henry Cromwell (Sohn von Lordprotektor Oliver Cromwell) und Sir Justinian Isham, abgewiesen hatte, heiratete sie 1655 Sir William Temple, 1. Baronet, einen Mann, mit dem sie schon lange einen geheimen Briefverkehr führte. Für ihre geistreichen und progressiven Briefe wurde Osborne bekannt. Es ist nur Osbornes Seite des Briefwechsels mit Temple erhalten geblieben.
Bemerkenswert ist auch Osbornes Weigerung, einen Freier zu heiraten, den sie nicht mochte, trotz des starken und langanhaltenden Drucks ihrer Familie. Sie verliebte sich 1649 im Alter von neunzehn Jahren in den gleichaltrigen Temple. Beide Familien waren aus finanziellen Gründen gegen eine Heirat. Osborne widersetzte sich ihrer Familie und blieb unverheiratet, bis schließlich beide Väter gestorben waren und das Paar seine Verbindung bei beiden Familien durchsetzen konnte und am 25. Dezember 1654 heiratete. Die Ehe endete 1695 mit dem Tod von Lady Temple.
Lady Temple hatte neun Kinder, die bis auf zwei alle als Kinder starben. Ihre Tochter Diana starb mit vierzehn an den Pocken. Ihr Sohn John heiratete, wurde Vater von zwei Töchtern namens Elizabeth und Dorothy Temple und nahm sich als junger Mann das Leben.
Lady Temple wurde in der Westminster Abbey begraben.
Virginia Woolf diskutiert in ihrem Essay Ein Zimmer für sich allein Osbornes Briefwechsel mit Temple und setzt ihn in Relation zu dem Werk von Margaret Cavendish, Duchess of Newcastle, einer Zeitgenossin von Osborne.
Dorothy Osborne ist im Tafelservice berühmter Frauen von Vanessa Bell und Duncan Grant von 1934 ein Teller gewidmet.